# 夏普斯堡 (喬治亞州)
夏普斯堡（英語：Sharpsburg）是一個位於美國喬治亞州考維塔縣的城鎮。

## 地理
夏普斯堡的座標為33°20′22″N 84°39′01″W / 33.33944°N 84.65028°W，而該地的平均海拔高度為282米（即925英尺）。

## 人口
根據2010年美國人口普查的數據，夏普斯堡的面積為1.55平方千米，當中陸地面積為1.54平方千米，而水域面積為0.01平方千米。當地共有人口341人，而人口密度為每平方千米220人。